# Constantin Levaditi
Constantin Levaditi (ur. 19 lipca 1874 w Gałaczu, zm. 5 września 1953 w Bukareszcie) – rumuńsko-francuski lekarz, mikrobiolog. Opisał metodę barwienia krętków, tzw. metodę Levaditiego. 